# Spathicalyx
Spathicalyx J.C.Gomes es un género de plantas de la familia Bignoniaceae que tiene tres especies de árboles.

## Taxonomía
El género fue descrito por José Corrêa Gomes  y publicado en Notulae Systematicae. Herbier du Museum de Paris 15: 220. 1956. La especie tipo es: Spathicalyx kuhlmannii J.C. Gomes.  

## Especies
- Spathicalyx duckei
- Spathicalyx kuhlmannii
- Spathicalyx xanthophylla